# À Espera de um Milagre
The Green Mile (prt/bra: À Espera de um Milagre) é um filme norte-americano de 1999 dos gêneros drama, policial e fantasia, dirigido e roteirizado por Frank Darabont, com base no livro homônimo de Stephen King, lançado em 1996.
O filme é narrado em flash-back e estrelado por Tom Hanks como Paul Edgecomb e Michael Clarke Duncan como John Coffey, narrando a história de Paul e de sua vida como agente penitenciário do corredor da morte durante a Grande Depressão e os eventos sobrenaturais por ele presenciados.
O filme recebeu quatro indicações ao Oscar, nas categorias de Melhor Filme, Melhor ator coadjuvante para Michael Clarke Duncan, Melhor som e Melhor roteiro adaptado.

## Enredo
Em 1999, numa casa de repouso em Louisiana, Paul Edgecomb começa a chorar enquanto assiste ao filme Top Hat, da década de 30. Sua companheira de quarto, Elaine, fica preocupada, e Paul lhe diz que o filme lhe lembrou os eventos de 1935, que ocorreram durante a Grande Depressão, quando ele era chefe de guarda da prisão, encarregado do corredor da morte.
Naquele ano, Paul supervisiona os oficiais Brutus Howell, Dean Stanton, Harry Terwilliger e Percy Wetmore, na Penitenciária de Cold Mountain. Paul, que está sofrendo de uma infecção da bexiga, recebe o mais novo prisioneiro, John Coffey, um homem negro fisicamente forte, mas mentalmente bondoso e gentil, que está sob sua custódia. Coffey, que é um homem de grandes proporções, foi condenado à morte pelo assassinato de duas jovens garotas brancas. Um dos outros presos é um nativo americano chamado Arlen Bitterbuck, que também foi acusado de assassinato e é o primeiro a ser executado.
Enquanto isso, Percy demonstra ser um grande sádico. Ele é abusivo com um preso chamado Eduard Delacroix (Del), lhe quebrando os dedos com seu bastão, pisando em um rato de estimação chamado Sr. Jingles, que Del adotou, e repetidamente o ofendendo com insinuações homossexuais, além de sabotar sua execução, deliberadamente não absorvendo a esponja usada para conduzir eletricidade à cabeça de Del.
John começa a demonstrar poderes sobrenaturais. Ele cura a infecção de Paul, ressuscita o Sr. Jingles e cura Melinda Moores, a mulher do diretor da prisão, que sofria de um tumor no cérebro. Mais tarde, ele libera sua aflição em Percy, que sob sua influência, atira contra um outro prisioneiro, o assassino em massa, William "Wild Bill" Wharton. Wharton era um encrenqueiro, desde sua chegada. Ele agrediu os guardas quando lhe escoltaram para o quarteirão, fez travessuras em duas ocasiões, que mais tarde levaram Paul a mandá-lo para cela acolchoada do bloco, tateou Percy, fez uma observação racista na presença de John e revelou psiquicamente a John que foi ele quem havia estuprado e matado as duas meninas brancas. John foi preso injustamente, pelo crime de Wharton, já que ele havia estado no local sem sucesso tentando ressuscitar as duas crianças com seus poderes. John revela a história psiquicamente para Paul, que também recebe um pouco de sua energia sobrenatural. Enquanto isso, Percy é mandado para um manicômio, depois de entrar em estado vegetativo.
Paul discute com John a possibilidade de uma improvável fuga a longo prazo, pois ele não quer executar um homem que ele percebe ser um milagre de Deus. Embora esteja perturbado com a fato de ser executado injustamente, John diz a Paul que ele já passou por experiências psíquicas suficientes, e que está cansado da crueldade do mundo. Após revelar que nunca havia visto um filme, John assiste a Top Hat, com os outros guardas, como uma forma de último pedido.
John é executado naquela noite. Ele pede que o capuz habitual não seja colocado em sua cabeça, pois ele tem medo do escuro. Paul conclui sua história dizendo a Elaine que aquela foi a última execução, supervisionada por ele e Brutus. Após a execução de John, ambos tiveram empregos no sistema juvenil.
Elaine percebe que, desde que ele teve um filho adulto em 1935, Paul deve ser muito mais velho do que parece. Paul revela que ele tem, na verdade, 108 anos de idade. Ele tinha 44 anos quando  conheceu John Coffey. Não só ele ainda está vivo, como o rato de Del, o Sr. Jingles, também está. Paul continua explicando que embora John nunca tenha pretendido que isso acontecesse, a cura de Paul lhe deu uma vida extraordinária, fazendo com que ele sobrevivesse mais que sua família e amigos, o que ele acredita ser um castigo de Deus por ter executado John. Mais tarde, Paul comparece ao funeral de Elaine e se pergunta, se o poder de John fez um rato, de vida curta, viver por seis décadas, quanto tempo ele próprio ainda terá na Terra.

## Elenco
- Tom Hanks – Paul Edgecomb
  - Dabbs Greer – Velho Paul Edgecomb
- Michael Clarke Duncan – John Coffey
- David Morse – Brutus "Brutal" Howell
- Bonnie Hunt – Jan Edgecomb
- James Cromwell – Warden Hal Moores
- Jeffrey DeMunn – Harry Terwilliger
- Barry Pepper – Dean Stanton
- Michael Jeter –  Eduard Delacroix
- Graham Greene – Arlen Bitterbuck
- Doug Hutchison –  Percy Wetmore
- Sam Rockwell – 'Wild Bill' Wharton
- Patricia Clarkson – Melinda Moores
- Harry Dean Stanton – Toot-Toot
- Bill McKinney – Jack Van Hay
- Brent Briscoe – Bill Dodge
- Eve Brent – Elaine Connelly
- William Sadler – Klaus Detterick
- Paula Malcomson –  Marjorie Detterick
- Gary Sinise – Burt Hammersmith

## Produção
O diretor Frank Darabont adaptou o romance original de Stephen King em um roteiro em menos de oito semanas.
O filme foi rodado nos estúdios da Warner Bros em Hollywood, Califórnia, e em locações em Shelbyville, Tennessee, e Blowing Rock, na Carolina do Norte.

### Escolha do elenco
Hanks e Darabont se conheceram em um almoço durante a cerimônia do Óscar em 1994. Stephen King afirmou que imaginou Hanks no papel e ficou feliz quando Darabont cogitou seu nome. Hanks originalmente deveria interpretar o idoso Paul Edgecomb também, mas os testes de maquiagem não o fizeram parecer digno de ser um homem idoso. Por conta disso, Dabbs Greer foi contratado para fazer o velho Edgecomb.
Duncan foi uma sugestão para o elenco graças a Bruce Willis, com quem ele havia trabalhado no filme Armageddon um ano antes. De acordo com Duncan, Willis apresentou-o a Darabont depois de ouvir falar dos testes para o papel de John Coffey. Antes da indicação de Duncan, jogador de basquete Shaquille O'Neal foi considerado para o papel de John Coffey.
Morse não tinha ouvido falar sobre o roteiro até que ele foi oferecido o papel; ele afirmou que chegou a chorar após ler todo o script. Darabont queria James Cromwell desde o início do projeto; Cromwell aceitou participar do elenco após ler o roteiro.

## Trilha sonora
A trilha sonora oficial do filme, Music from the Motion Picture The Green Mile, foi lançada em 19 de dezembro de 1999 pela Warner Bros Records. Ela contém 37 faixas, contendo principalmente as trilhas instrumentais da trilha sonora de Thomas Newman. O álbum também contém quatro faixas cantadas: "Cheek to Cheek", de Fred Astaire, "I Can't Give You Anything but Love, Baby", de Billie Holiday, "Did You Ever See a Dream Walking?", De Gene Austin , e "Charmaine" de Guy Lombardo and His Royal Canadians.

## Recepção

### Comercial
Nos Estados Unidos e Canadá, À Espera de um Milagre estreou em 10 de dezembro de 1999 em 2.875 cinemas e arrecadou US$ 18 milhões no seu final de semana de estreia, ficando em segundo lugar nas bilheterias, atrás apenas de Toy Story 2 com US$ 18,2 milhões. Porém, no total da semana seguinte, o filme conseguiu a primeira colocação nas bilheterias arrecadando US$ 23,9 milhões em comparação com os US$ 22,1 milhões de Toy Story 2 no mesmo período. O filme permaneceu em segundo lugar em seu segundo fim de semana e entre os dez primeiros por dez semanas, embora nunca alcançou o número um num final de semana. O filme encerrou seu circuito nos cinemas acumulando US$ 136,8 milhões nos Estados Unidos e Canadá e US$ 150 milhões em outros territórios, perfazendo um total mundial de US$ 286,8 milhões, contra um orçamento de produção de US$ 60 milhões. No Japão, foi o filme de segunda maior receita do ano, com US$ 55,3 milhões arrecadados nos cinemas.

### Crítica
O site agregador de críticas Rotten Tomatoes dá ao filme uma classificação de aprovação de 79% com base em 132 avaliações, com uma classificação média de 6,9/10; seu consenso crítico declara: "Embora The Green Mile seja longo, os críticos dizem que é uma experiência absorvente e emocionalmente poderosa". O filme também obtém a pontuação 61/100 no Metacritic com base em 36 críticas que indicam "revisões geralmente favoráveis".
Roger Ebert deu ao filme três estrelas e meia de quatro, escrevendo: "O filme é uma sombra mais de três horas de duração. Apreciei o tempo extra, o que nos permite sentir a passagem de meses de prisão e anos."  O comentarista da Forbes, Dawn Mendez, referiu-se ao personagem John Coffey como uma figura do magical negro do cinema americano - um termo que descreve um estereótipo de pessoa negra fictícia representada em uma obra fictícia como uma pessoa "santa, não ameaçadora" cujo propósito na vida é para resolver um problema ou favorecer a felicidade de uma pessoa branca.

## Principais prêmios e indicações
As principais indicações e premiações do filme:
- Oscar 2000 (EUA)
  - Indicado nas categorias de melhor filme,[5] melhor ator coadjuvante (Michael Clarke Duncan),[5] melhor som[5] e melhor roteiro adaptado.[5]
- Globo de Ouro 2000 (EUA)
  - Indicado na categoria de melhor ator coadjuvante (Michael Clarke Duncan)[carece de fontes?]
- Prêmio Saturno 2000 (EUA)
  - Venceu nas categorias de melhor filme - ação, aventura, suspense[carece de fontes?], melhor ator coadjuvante (Michael Clarke Duncan)[carece de fontes?] e melhor atriz coadjuvante (Patricia Clarkson)[carece de fontes?]
  - Indicado nas categorias de melhor diretor[carece de fontes?] e melhor música[carece de fontes?]
- Academia Japonesa de Cinema 2001 (Japão)
  - Indicado na categoria de melhor filme estrangeiro[carece de fontes?]
- Prêmio PFS 2000 (Political Film Society, EUA)
  - Venceu na categoria Direitos Humanos[carece de fontes?]